# Centro de Investigación Fotográfico Histórico Argentino
El Centro de Investigación Fotográfico Histórico Argentino (CIFHA) es una fundación sin fines de lucro dedicada a la conservación, organización, investigación y divulgación de colecciones y fondos fotográficos argentinos históricos y contemporáneos. 

## Historia
Tuvo su origen en el 2013 y su reconocimiento legal en 2018 de la mano de su director, Alfredo Srur, quien reunió las primeras colecciones fotográficas y estableció la sede en una histórica propiedad del barrio de La Boca.
El archivo está compuesto por más de un millón y medio de fotografías y documentos en distintos soportes y formatos, que incluyen daguerrotipos, ambrotipos, ferrotipos, albúminas y gelatinas de plata sobre papel, negativos y positivos en vidrio, nitratos, cianotipos, álbumes, revistas, libros, cámaras, proyectores y películas cinematográficas desde mediados de la década del ‘40 del siglo XIX hasta la actualidad.
CIFHA realiza distintas actividades para promover la valoración del patrimonio fotográfico argentino y fomentar el estudio de las diversas técnicas y los usos sociales que se le dio a la fotografía a lo largo de la historia. Para su funcionamiento CIFHA depende de donaciones, becas y subsidios. Ha sido beneficiada con la ley de Mecenazgo de la Ciudad de Buenos Aires con el apoyo de la Fundación Santander, Fundación Williams Bunge y Born, el Modern Endangered Archives Program de la UCLA y  Endangered Archives Programme de la British Library. En su sede funciona uno de los escasos laboratorios analógicos del país bajo la dirección del experimentado fotógrafo y laboratorista Emilio Casabianca, donde se revelan películas, además de realizar impresiones museísticas en gelatina de plata y C - Print. Cuenta además con una biblioteca con más de dos mil libros y una hemeroteca de más de tres mil ejemplares de publicaciones sobre fotografía, la mayoría de ellas editadas en la Argentina desde fines del siglo XIX hasta la actualidad. El acervo documental de CIFHA, con más de doscientos fondos y colecciones de algunos de los más destacados fotógrafos profesionales y aficionados de la historia argentina y de la región, se encuentra en una bóveda acondicionada con temperatura y humedad controlada todo el año y a cargo de archivistas profesionales. Desde agosto de 2022 la sede cuenta con su propia Sala de Exposiciones denominada 1101 FOTO ESPACIO, está ubicada en la planta baja del conventillo restaurado donde funciona la institución y cuenta con 100 m2 de superficie; tiene la entrada por la ochava de las calles Irala y Gral. Daniel Cerri de La Boca.  En agosto de 2022 se inauguró el espacio con la muestra "Retratos anfibios" en base a fotografías inéditas seleccionadas del Fondo Juan S. Müller (ca. 1880-1930) del acervo de CIFHA. En 2023 se realizó la muestra "El extranjero", basada en el fondo documental de Harry Grant Olds (Sandusky, 1868 – Buenos Aires, 1943) quien llegó a Buenos Aires en 1900 y se transformó en uno de los grandes retratistas de la Argentina. En 2024 se realizó  la primera exposición dedicada a Silvio “Mickey” Zuccheri, uno de los fotógrafos más influyentes del fotoperiodismo argentino.

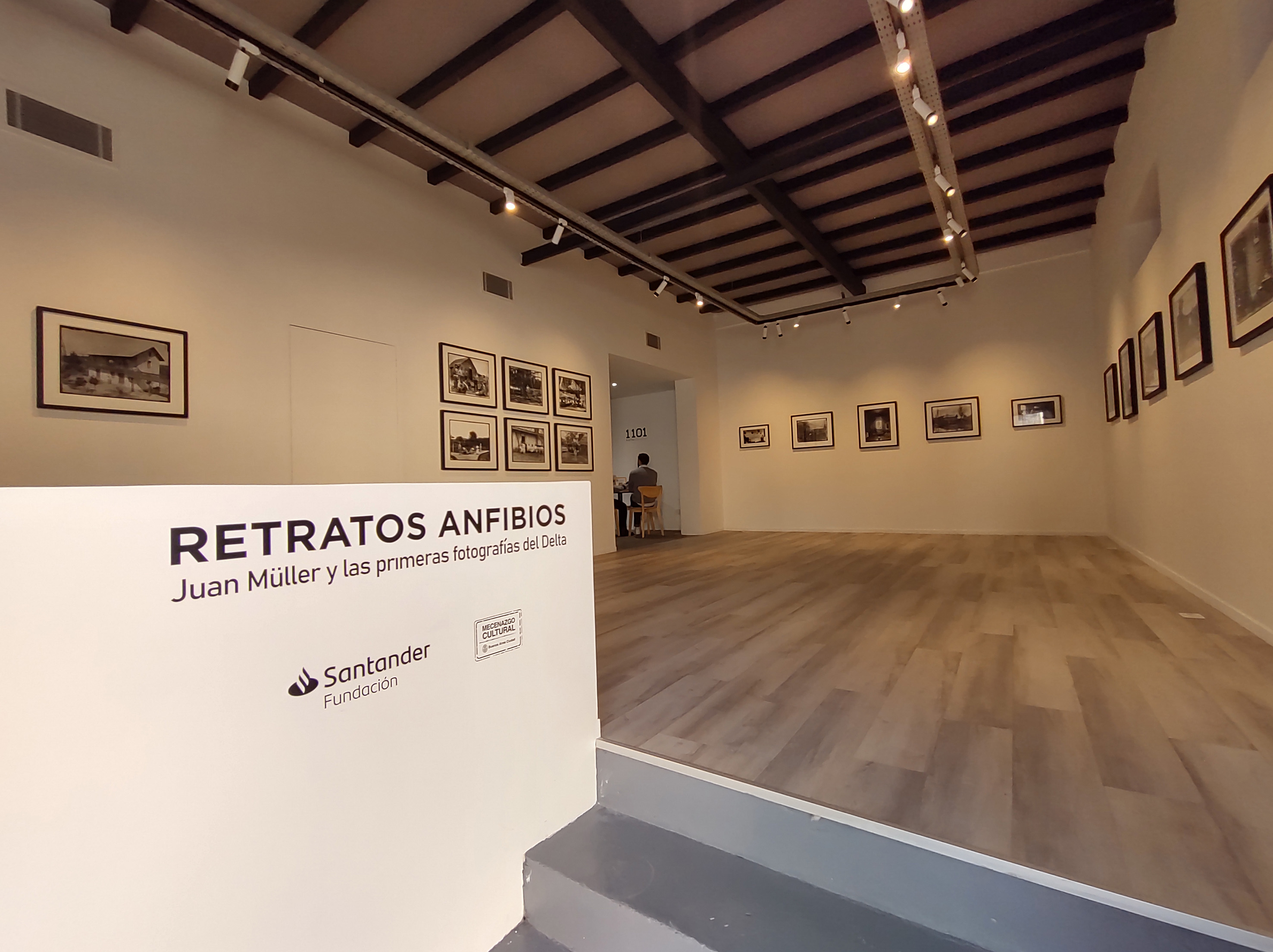
Exposición Retratos Anfibios en la 1101 Foto Espacio de CIFHA

## Patrimonio Documental
A través de donaciones, adquisiciones e investigaciones, CIFHA ha logrado rescatar decenas de colecciones y fondos documentales en peligro. En su archivo se conservan fotografías de algunos de los más importantes fotógrafos de la historia argentina: Charles De Forest Fredricks, Esteban Gonnet, Benito Panunzi, Antonio Pozzo, Christiano Junior, Samuel Rimathé, Samuel y Arturo Boote, Alejandro S. Witcomb, Harry Grant Olds, Francisco Ayerza, Enrique Moody, Alejandro C. del Conte, (cuyo archivo fue digitalizado y puesto en acceso libre en virtud del convenio con la UCLA), Eduardo Ferrari, Gastón Bourquin, Sir Cristopher Gibson, Juan S. y Adolfo Müller, Antonio Arata, Bernardo Croce, Doctor Berraz, Julio Van Sante, Estudio Segal, la Sociedad Fotográfica Argentina de Aficionados (SFAA), Marc Ferrez, José Zupnik, Guido Boggiani, Francisco Ayerza, Hermanos Forero, Juan Pi,  Bernardo Croce, Carlos Bruch, Anatole Saderman, Anne Marie Heinrich, Grete Stern, Sameer Makarius, Biyina Klappenbach, Ramón Ruda Dorrego, Juan Gómez, Alfredo Srur y Silvio Zuccheri, entre otros.

## Publicaciones
En marzo de 2019 CIFHA editó su primera publicación Haluros del Sur. Producción seriada de fotografías en la Argentina (1855-1930). Un proyecto de más de dos años de trabajo en donde se digitalizó la colección completa de cartes de visite y portrait cabinets de CIFHA, algo más de 1.600 piezas de los más diversos fotógrafos que actuaron en la Argentina entre 1855 y 1930. 
En 2021 se editó Memorias De Un Soñador. Alejandro C. Del Conte, primer libro que reúne de modo integral la obra de Alejandro Del Conte, de casi 200 páginas, con la publicación de dos importantes investigaciones y un prólogo del director de CIFHA  Alfredo Srur.
En julio de 2022 se editó Retratos Anfibios. Juan Müller y las primeras fotografías del Delta, libro-catálogo de la exhibición, con material del Fondo Müller (ca. 1880-1930). Prólogo escrito por Alfredo Srur y texto de investigación por Mariana Rosales.
A fines de 2024 se presentó el libro H. G. Olds. Espejos de plata – Silver Mirrors. El proyecto se gestó poco antes de que existiera la Fundación a partir de la inquietud artística del fotógrafo y actual director de CIFHA, Alfredo Srur, quien conservó en su memoria, como una obsesión, uno de los íconos fotográficos del norteamericano que mostraba una casilla precaria en el Barrio de las Ranas en lo que hoy es Parque Patricios.
En diciembre de 2024 Fundación CIFHA editó Confidencial. Silvio Zuccheri – Obras 1964 – 2020, el primer libro sobre uno de los fotoperiodistas contemporáneos más importantes del país. Un material que contiene 67 fotografías, la edición y el prólogo de Alfredo Srur y un relato de la vida personal y profesional de Zuccheri reconstruida por la investigadora, Mariana Rosales.

## Actividades

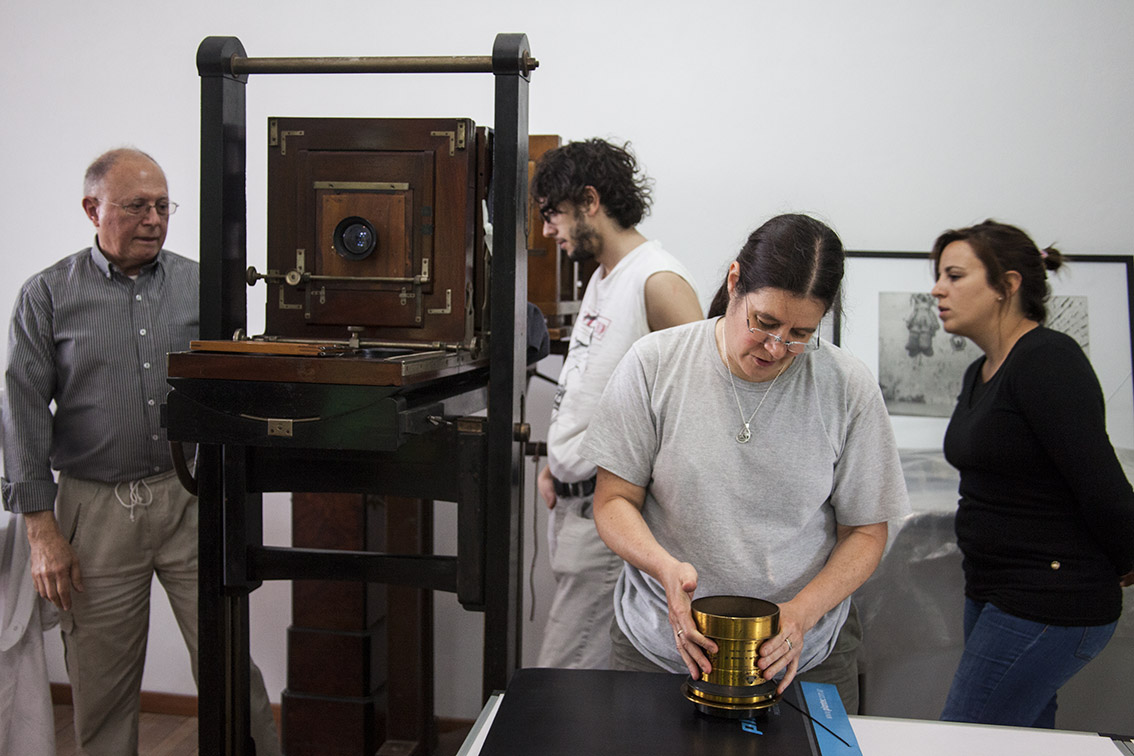
Emilio Casabianca en el Taller de fotografía de CIFHA

Uno de los principales objetivos de la institución es transmitir el conocimiento que maneja cada una de las áreas que conforman CIFHA. De esta manera, buscan no solo formar nuevos profesionales, sino también concientizar a cualquier persona que tenga un interés por la fotografía. Por ello han organizado diversos talleres abiertos a la comunidad. En 2016 y 2017 se realizó el curso de Colodión Húmedo a cargo de Juan Pablo Barrientos y Megan Stone, en 2017 al 2019 el taller de conservación a cargo de la especialista Ana Masiello, entre 2018 y 2022 fue el de Laboratorio Analógico Blanco y Negro a cargo de Emilio Casabianca y el último fue el Taller de fotografía estenopeica para niños y adolescentes a cargo de Ariel Gutraich del 2019 al 2022.